# Some Kind of Monster (film)
Some Kind of Monster – film dokumentalny o grupie thrashmetalowej Metallica. Opowiada o życiu jej członków, odejściu z zespołu Jasona Newsteda, walce Larsa Ulricha z Napsterem oraz tworzeniu albumu St. Anger (2003). Traktuje również o odwyku założyciela, Jamesa Hetfielda, jego sesjach z psychologiem oraz wewnętrznych konfliktach w zespole, grożących rozpadem grupy w jednym z najtrudniejszych dla Metalliki okresie.
„Some Kind of Monster” to także tytuł singla z albumu St. Anger.

## Obsada
| - James Hetfield (Metallica) - Lars Ulrich (Metallica) - Kirk Hammett (Metallica) - Robert Trujillo (Metallica) - Cliff Burton (Metallica) - Dave Mustaine (Metallica, Megadeth) - Jason Newsted (Metallica) - Eric Avery (Jane’s Addiction) - Cliff Burnstein - Crazy Cabbie - Stefan Chirazi - Dylan Donkin - Erica Forstadt - Gio Gasparetti |  | - Mike Gillies - Lani Hammett - Zach Harmon - Eric Helmkamp - Cali Tee Hetfield - Castor Virgil Hetfield - Francesca Hetfield - Peter Mensch - Torben Ulrich - Nathaniel Oliver Grey - Peter Paterno - Myles Ulrich - Marc Reiter - Brian Sagrafena |  | - Bob Rock - Skylar Satenstein - Niclas Swanlund - Phil Towle - Scott Reeder (Kyuss) - Pepper Keenan (Corrosion of Conformity) - Danny Lohner (Nine Inch Nails) - Twiggy Ramirez (Marilyn Manson) - Chris Wyse (The Cult) - Patricia Wiig - Steven Wiig - Joe Berlinger - Dan Braun - Bruce Sinofsky |